# Bill Laimbeer
William J. Laimbeer Jr. (né le 19 mai 1957 à Boston dans le Massachusetts) est un ancien joueur de basket-ball en NBA, et entraîneur de la WNBA, la ligue nord-américaine de basket-ball féminin. Il est choisi au troisième tour de la draft 1979 par les Cavaliers de Cleveland. Il les rejoint un an plus tard après un passage en Italie dans le club de Brescia. Il reste à Cleveland moins d'une saison avant de se faire transférer chez les Pistons de Détroit. Là-bas, il s'impose comme titulaire dans le cinq majeur et en est le leader défensif, remportant deux titres, en 1989 et 1990. En tant qu'entraineur de la franchise WNBA du Shock de Détroit, il remporte les titres en 2003, 2006 et 2008.

## Biographie

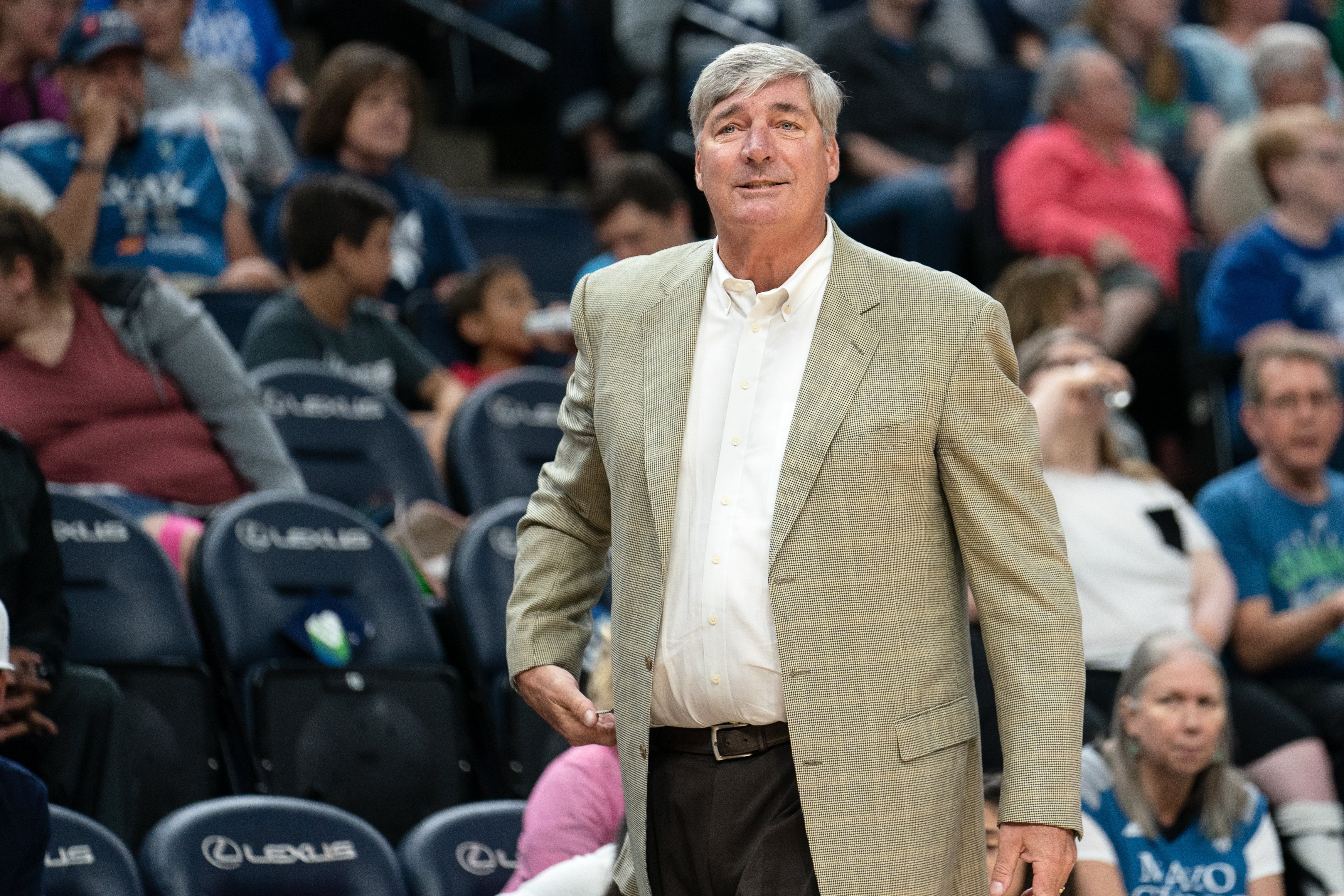
Bill Laimbeer en 2019.

Bill Laimbeer grandit dans une famille riche dans la banlieue de Chicago, et poursuit ses études à l'université de Notre Dame. Il avait déclaré : « Je suis le seul joueur de NBA qui gagne moins d'argent que son père ». Il est drafté en 1979 par les Cavaliers de Cleveland, mais passe la saison 1979-1980 en Italie, à Brescia.
Trois ans plus tard, il est transféré aux Pistons de Detroit. Durant sa carrière, Laimbeer acquiert la réputation d'un des joueurs les plus brutaux de la NBA, qui n'hésitait pas non plus à feindre d'avoir été bousculé. Mais Laimbeer est aussi un joueur complet, notamment l'un des rares pivots à pouvoir marquer à 3 points. Certainement le joueur le plus détesté de la ligue, il contribue grandement à la réputation des Bad Boys de Detroit qui remportent deux titres de champions en 1989 et 1990
Laimbeer passe 14 saisons en NBA, dont 12 à Détroit. Il devient le 19e joueur à marquer plus de 10 000 points et prendre plus de 10 000 rebonds.
Il prend sa retraite durant la saison 1993-1994 au bout de 11 matchs, à l'âge de 36 ans. Son maillot, le n°40, est retiré par les Pistons. Il devient alors le commentateur des matchs de Detroit.
Laimbeer a même droit à son jeu vidéo sur Super Nintendo : Bill Laimbeer Combat Basketball, un jeu de basket-ball futuriste qui mélange basket et bagarre.
En 2002, il devient l'entraîneur de l'équipe de basket-ball féminin du Shock de Détroit, en WNBA. Pour sa première saison, il mène une équipe qui avait un bilan de 9 victoires pour 23 défaites à 25 victoires pour 7 défaites, ce différentiel de 16 victoires en plus étant alors le plus grand de la WNBA. Il mène la franchise au titre en 2003, année où il est nommé entraîneur de l'année, puis en 2006 et de nouveau en 2008.
Il devient assistant coach deux saisons en NBA avec les Timberwolves du Minnesota (2009-2011), il fait son retour en WNBA en octobre 2012 par le Liberty de New York pour remplacer John Whisenant en tant qu’entraîneur et manager général. Après deux saisons sans qualification aux play-offs (26 victoires-42 défaites), il est démis de toutes ses fonctions au sein du Liberty avant d'être réengagé trois mois plus tard. Lors de cette saison WNBA 2015, le Liberty enregistre le meilleur bilan de la ligue avec 23 victoires et 11 défaites, le meilleur résultat de l'histoire de la franchise new-yorkaise, ce qui lui vaut de recevoir pour la seconde fois le trophée d'entraîneur de l'année, avec une coloration très défensive (71,1 points concédés soit le nombre le plus faible de la ligue et la plus faible adresse laissée à l'adversaire avec 39,3 %). Le 9 juillet 2016, il devient le septième coach à enregistrer 200 victoires en WNBA. Il quitte son poste en octobre 2017 sur un bilan de 92 victoires et 78 défaites (54,1 %) en cinq saisons dont qualifications de rang pour les play-offs. Il cède sa place à son entraîneuse associée Katie Smith puis prend en charge les Aces de Las Vegas. En quatre saisons, il amène une fois l'équipe aux Finales WNBA et deux fois en demi-finales avant de céder sa place sur la banc fin 2021 à Becky Hammon et de prendre en charge le recrutement des Aces.

## Acteur
Il fait des apparitions à la télévision dans la série Land of the Lost[réf. souhaitée].
Il apparaît dans le film Hot Shots! sorti en 1991 dans son propre rôle, où on le voit se battre avec Charles Barkley qui joue également son propre rôle.

## Palmarès

### Joueur
- Champion NBA avec les Pistons de Detroit en 1989 et 1990.
- Finales NBA en 1988 contre les Lakers de Los Angeles.

### Entraîneur
- Champion WNBA avec le Shock de Detroit en 2003, 2006 et 2008.

## Distinctions personnelles
- 4 sélections au NBA All-Star Game en 1983, 1984, 1985, 1987.
- Liste des meilleurs rebondeurs en NBA par saison en 1986 avec 13,1 rebonds.
- Joueur ayant pris le plus grand nombre rebonds en 1984 (1003) et en 1986 (1075).
- Joueur ayant pris le plus de rebonds défensifs en 1986 (770).
- Son maillot, le n°40 a été retiré par les Pistons de Detroit.
- Entraîneur WNBA de l'année (2003, 2015[2])